# Aishan Aisha
Aishan Aisha (chino:艾山·艾莎}, 4 de julio de 1994), es un luchador chino de lucha grecorromana. Compitió en dos campeonatos mundiales. Se clasificó en el puesto 24º en 2014 y 2015. Consiguió la medalla de plata en campeonatos asiáticos en 2015 y 2016.  